# Schumacher (piłkarz)
Schumacher, właśc. Thiago Maier dos Santos (ur. 31 sierpnia 1986 w Kurytybie, w stanie Parana) – brazylijski piłkarz pochodzenia niemieckiego, grający na pozycji napastnika.

## Kariera klubowa
W 2004 rozpoczął karierę piłkarską w Paranaense. W końcu 2005 wyjechał do Europy, gdzie został piłkarzem włoskiego Udinese Calcio. Jednak nie potrafił przebić się do podstawowego składu Udinese, dlatego następne 4 lata grał na wypożyczeniu w klubach Ascoli Calcio, Ciudad de Murcia, Dijon FCO i Austria Kärnten. 31 sierpnia 2009 został wypożyczony do Austrii Wiedeń. Latem 2010 Austria Wiedeń wykupiła kontrakt piłkarza. W końcu sierpnia 2011 przeszedł do Wołyni Łuck. 5 lutego 2014 po wygaśnięciu kontraktu opuścił łucki klub.

## Sukcesy i odznaczenia

### Sukcesy klubowe
- wicemistrz Austrii: 2010
- brązowy medalista Mistrzostw Austrii: 2011